# 玛尔塔·托马茨
玛尔塔·托马茨（1990年9月20日—），克罗地亚、挪威女子手球运动员，2016年欧洲女子手球锦标赛金牌得主、2020年欧洲女子手球锦标赛金牌得主、2020年夏季奥林匹克运动会女子铜牌得主。